# 진산항 (완도군)
진산항은 전라남도 완도군 소안면 진산리에 있는 어항이다. 1973년 12월 19일 지방어항으로 지정하여 관리하고 있다. 시설관리자는 완도군수이다.

## 어항 시설
- 방파제(3) 452m, 선착장(1) 52m, 물양장(1) 140m